# Aeolothrips propinquus
Aeolothrips propinquus är en insektsart som beskrevs av Bagnall 1924. Aeolothrips propinquus ingår i släktet Aeolothrips, och familjen rovtripsar. Arten är reproducerande i Sverige.